# Mehran Nasiri
Mehran Nasiri (pers. مهران نصیری; ur. 5 sierpnia 1991) – irański zapaśnik walczący w stylu wolnym. Zajął trzynaste miejsce na igrzyskach azjatyckich w 2018. Wicemistrz igrzysk wojskowych w 2015. Trzeci na Akademickich mistrzostwach świata w 2016. Mistrz Azji juniorów w 2010 roku.